# NGC 6426
NGC 6426 is een bolvormige sterrenhoop in het sterrenbeeld Slangendrager. Het hemelobject werd op 3 juni 1786 ontdekt door de Duits-Britse astronoom William Herschel.

## Synoniemen
- GCL 76